# Varicorhinus longidorsalis
Varicorhinus longidorsalis es una especie de peces de la familia Cyprinidae en el orden de los Cypriniformes.

## Morfología
Los machos pueden llegar alcanzar los 32 cm de longitud total.

## Hábitat
Es un pez de agua dulce.

## Distribución geográfica
Se encuentra en algunos afluentes del río Congo.